# Камењани (Ревуца)
Камењани (слч. Kameňany) насељено је мјесто са административним статусом сеоске општине (слч. obec) у округу Ревуца, у Банскобистричком крају, Словачка Република.

## Становништво
| Година:    | 1994. | 2004.    | 2014.    | 2024.   |
| ---------- | ----- | -------- | -------- | ------- |
| Број људи: | 638   | 706      | 826      | 851     |
| Разлика:   |       | +10,65 % | +16,99 % | +3,02 % |

| Година:    | 2023. | 2024.   |
| ---------- | ----- | ------- |
| Број људи: | 843   | 851     |
| Разлика:   |       | +0,94 % |

Према подацима о броју становника из 2011. године насеље је имало 796 становника.